# Destroy Their Future
Destroy Their Future è il quarto album in studio della band punk rock Californiana American Steel.

## Il disco
Il disco segna il ritorno alle sonorità punk che avevano contraddistinto la band prima della svolta folk intrapresa con l'album precedente Jagged Thoughts e continuata con lo scioglimento della band, avvenuto nel 2002 e la formazione di un nuovo gruppo, Communiqué.

L'album ha ricevuto critiche positive, soprattutto sul web: alcune siti specializzati in recensioni musicali l'hanno definito uno dei migliori album punk rock del 2007.

## Tracce
1. Sons of Avarice - 3:38 (American Steel, Henderson)
2. Dead and Gone - 3:01 (American Steel, Henderson)
3. Mean Streak - 2:56 (American Steel, Henderson)
4. Love and Logic - 2:44 (American Steel, Henderson)
5. Smile on Me - 2:21 (American Steel, Henderson)
6. Razorblades - 2:36 (American Steel, Henderson)
7. Old Croy Road - 2:37 (American Steel, Massey)
8. To the Sea - 3:27 (American Steel, Henderson)
9. Or, Don't You Remember? - 2:50 (American Steel, Henderson)
10. Speak, Oh Heart - 3:00 (American Steel, Massey)
11. Hurtlin' - 2:11 (American Steel, Henderson)
12. More Like a Dream - 3:41 (American Steel, Henderson)

## Formazione
- Rory Henderson - voce, chitarra
- Ryan Massey - chitarra
- John Peck - basso
- Scott Healy - batteria